# AH-IV
AH-IV bylo exportní obrněné bojové vozidlo československé konstrukce, klasifikované jako tanket nebo lehký tank, Upravené verze AH-IV byly postaveny v licenci Rumunskem (R-1) a Švédskem (Strv m/37). Rumunská vozidla se účastnila bojů druhé světové války, akce na východní frontě od operace Barbarossa po vídeňskou ofenzívu. Ve výzbroji je mělo také neutrální Švédsko a Írán, dvacet vozidel bylo po druhé světové válce prodáno také do Etiopie, která je používala až do 80. let 20. století.

## Popis
Oddělení obrněných vozidel závodu Českomoravská Kolben-Daněk pod vedením ing. Alexeje Surina byla při vývoji nového lehkého tanku rozhodnuta neopakovat chyby při konstrukci dřívějšího tančíku vz. 33 a vybavit stroj střeleckou věží pro lepší výhled a všestranné palebné pole. Tanket AH-IV byl sestaven z kostry ocelových „úhlových železných“ nosníků, ke kterým byly přišroubovány pancéřové desky o tloušťce 12 a 6 milimetru. Řidič seděl na pravé straně, pozorovací otvor byl chráněn neprůstřelným sklem a pancéřovou clonou. Napravo od něj byla malá zorná štěrbina. Na pravé straně pak byl ve všech modelech kromě švédského Strv m/37 umístěn lehký kulomet ZB vz. 26 nebo vz. 30 vyráběný Zbrojovka Brno, který byl obvykle uzamčen do fixní polohy a střílel pomocí bowdenu. Střelec seděl vlevo a obsluhoval malou věžičku osazenou těžkým kulometem ZB vz. 35 nebo vz. 37 na kulové lafetě. Větší část hlavně kulometu vyčnívala z lafety a byla chráněna pancéřovým korytem. U kulometu byl velký průzor napravo od lafety ve věži a malá průzorová štěrbina na levé straně nástavby. Pro dva kulomety bylo neseno 3700 nábojů, rádio nebylo instalováno.
Tank poháněl vodou chlazený šestiválcový motor Praga o 55 mechanických koňských sil (41 kW) s 2500 ot./min. Umístěn byl v zadní části bojového prostoru a poháněl převodovku přes hnací hřídel, která probíhala dopředu mezi řidičem a velitelem k převodovce. Chlazení bylo navrženo tak, aby nasávalo vzduch přes poklopy velitele a řidiče, což mělo výhodu rychlého rozptylu spalin při střelbě, stejně jako několik nevýhod. Neustálý průvan generovaný motorem značně ovlivnil teplotu ve vozidle během chladného počasí, požár motoru by přinutil posádku k okamžité evakuaci a hluk motoru a teplo zvýšilovaly nároky na posádku. Maximální rychlost na silnici byla 45 km/h, dojezd pak mezi 150 a 170 kilometry. Poloautomatická převodovka Praga-Wilson měla pět rychlostních stupňů pro jízdu vpřed a jeden pro jízdu vzad procesovaný vpředu uloženým hnacím ozubeným kolem. Odpružení bylo menší verzí toho, které se používalo u Panzerkampfwagen 38(t). Skládal se ze čtyř velkých silničních kol na každé straně, každý pár namontovaný na nosiči kol a odpružený listovými pružinami. Na každé straně byly dva nosiče kol. Napínací kolo bylo vzadu a byl namontován jeden vratný válec. Přítlak byl pouze 0,5 kg/ cm2. Vozidlo mohlo překonat příkop 1,5 m široký, přejet překážku o výšce 5 až 6 m a přebrodit tok hluboký 8 metrů. 

## Varianty

### Írán: RH (AH-IV-P)
Írán byl prvním zákazníkem AH-IV a v roce 1935 objednal padesát kusů plus prototyp k dodání v následujícím roce. Dodávky začaly v srpnu 1936, přičemž poslední zásilka dorazila do Íránu v květnu 1937, ačkoli výzbroj byla dodávána samostatně a byla instalována až v listopadu 1937. Íránci byli se svými vozidly spokojeni a plánovali objednat 100 až 300 dalších AH-IV, ale vypuknutí druhé světové války zabránilo jakémukoli pokračování. Jejich tankety byly nejmenší ze série s pouhými 3,5 tonne (3,4 long ton; 3,9 short ton) a jen nepatrně se lišily velikostí od rumunských tanket R-1, které je následovaly na výrobních linkách. Vozidlo mohlo přejet pouze překážku vysokou pouze 5 metrů, mělo operační dosah 150 km a přítlak pouze 0,45 kg/ cm2 . Ve výzbroji byly použity kulomety ZB vz. 26 a 35.

### Rumunsko: R-1 (AH-IV-R)

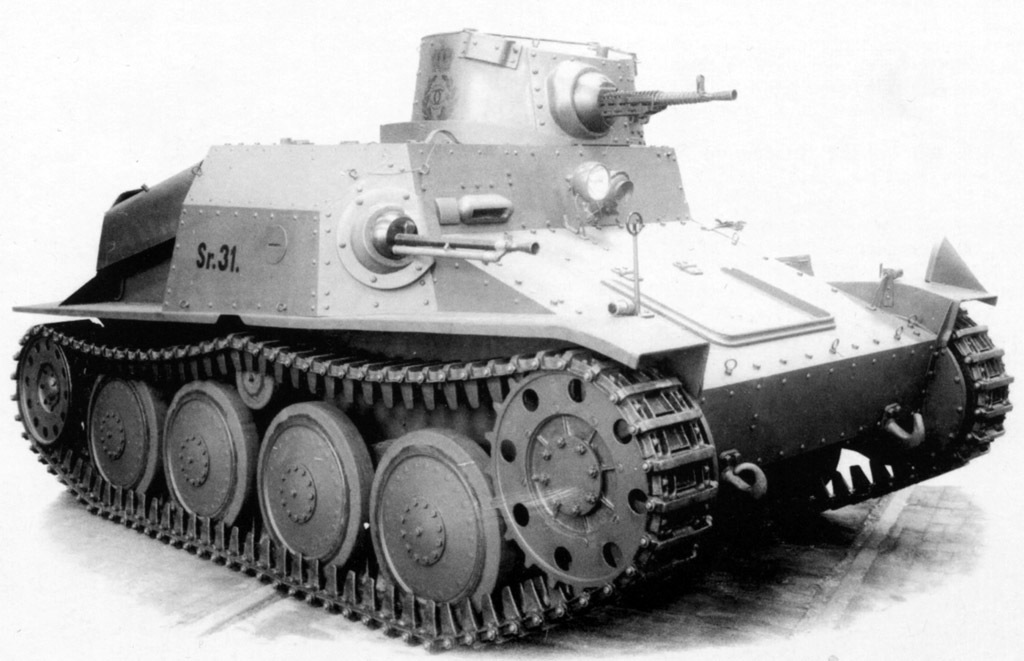
Rumunský R-1

Rumuni podepsali smlouvu na 36 AH-IV-R, jak byly označeny v ČKD, dne 14. srpna 1936, včetně jednoho prototypu, k dodání do dvou měsíců a celé objednávky do sedmi měsíců. Tyto termíny se nepodařilo dodržet, neboť Rumuni požadovali mnoho změn, které bylo nutné provést na výrobní lince a ČKD zahájilo výrobu celé zakázky ještě před přijetím prototypu. Prvních deset tanků z výrobní linky bylo odesláno do Rumunska v říjnu 1937, aby se zúčastnily podzimních manévrů, kde udělaly příznivý dojem a následně byly odeslány k dopracování. Výrobní série byla dokončena příští měsíc, ale Rumuni je odmítli přijmout, protože neodpovídaly specifikacím. Požadované úpravy se prováděly až do dubna 1938, ale za letních podmínek bylo vyžadováno další hodnocení a formálně byly přijaty až v srpnu 1938. Strojní firma Nicolae Malaxa následně koupila licenci na výrobu R-1 v září 1938, ale nesrovnalosti a spory o platby zdržely převod výrobních výkresů až do října 1939. Jeho továrna postavila jeden prototyp, většinou z náhradních dílů R-1, ale nikdy nezačala vyrábět.

### Švédsko: Strv m/37 (AH-IV-Sv)

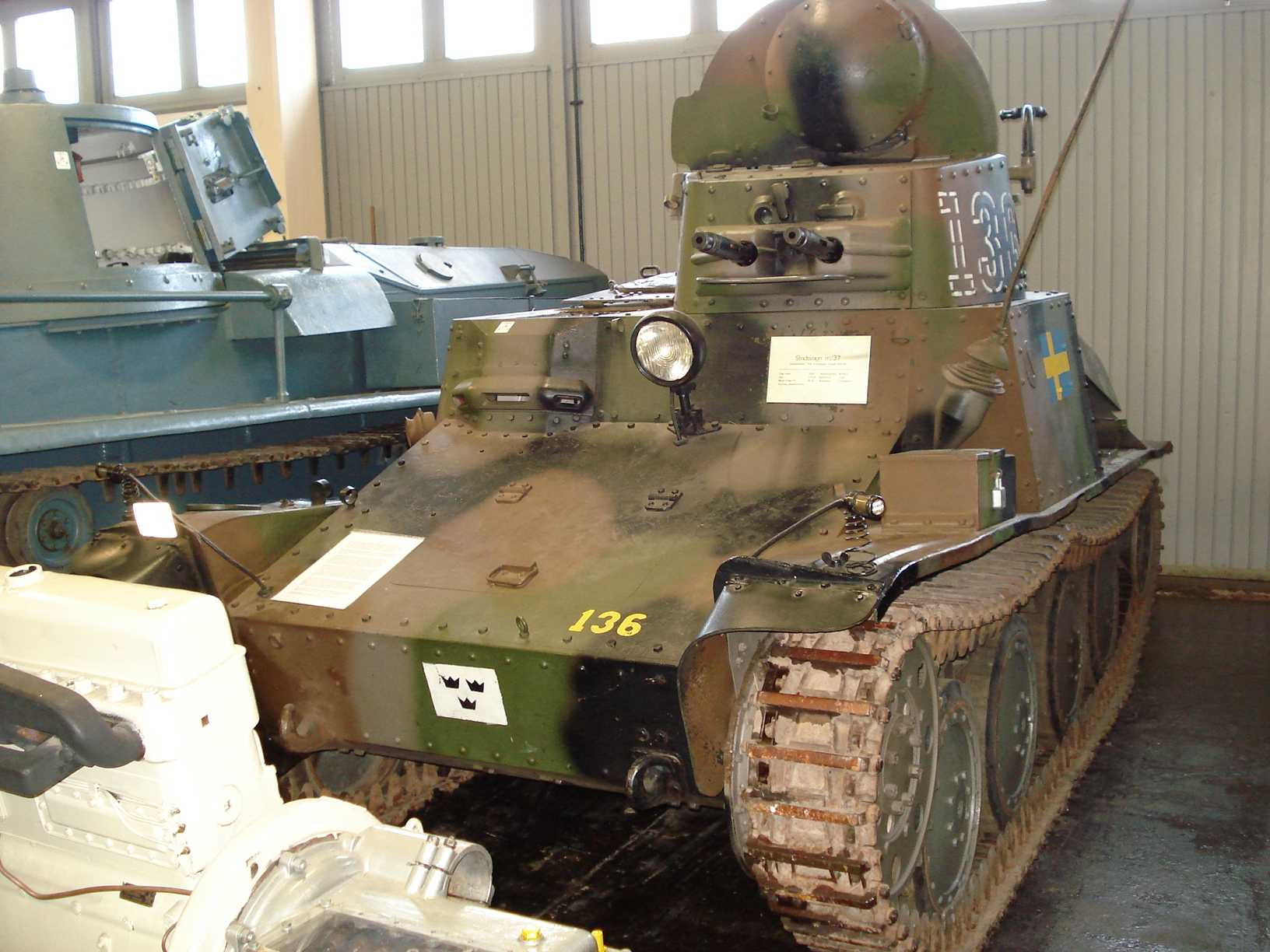
Stridsvagn m/37 vystavený ve švédském armádním muzeu ve Stockholmu, Švédsko.

Švédsko si v roce 1937 objednalo čtyřicet osm tankerů jako Stridsvagn m/37 (Strv m/37) po úspěšném předvedení v zimních podmínkách v Krkonoších. Měly být montovány ve švédském Oskarshamnu s výkonnějším 4,39 litre (268 cu in), vodou chlazeným šestiválcem o, 85 mechanických koňských sil (63 kW) benzínový motor Volvo FC-CKD a pancířem o tloušťce 15 mm tlustý od firmy Avesta, většinu ostatních součástek však dodalo ČKD po postavení prvního prototypu. Vozidlo bylo silně upraveno, obrněno a kulomet řidiče byl nahrazen švédskou zbraní, což z něj s váhou přes 4 a půl tuny, délkou 3,4 m a výškou 1,96 učinilo nejtěžší a největší verzi AH-IV. Na jeho věži byly umístěny dva švédské 8mm kulomety Ksp m/36 strv, na vrcholu byl vybaven malou pozorovací kopulí. Nesl vysílačku a 3960 nábojů pro své kulomety. Dosáhl maximální rychlosti 60 km/h, dojezdu 200 km a mohl by přebrodit proud až 9 m hluboký. Poslední komponenty byly odeslány v listopadu 1938.

### Etiopie: AH-IV-Hb
Etiopie objednala 24. června 1948 dvacet tanket AH-IV-Hb. Ve formě se vrátily ke kulometu řidiče a jedinému kulometu ve věži, ale byly spíše svařované než nýtované. Použili 4,94 litre (301 cu in), vzduchem chlazený vznětový motor Tatra 114 s 65 mechanických koňských sil (48 kW) při 2200 ot./min. To dalo AH-IV-Hb maximální rychlost 42 km/h a dojezd 200 km. Vážil 3,93 tuny a měl délku 3,2 m, šířku 1,82 m a výšku 1,73 m. Vozidlo mělo přítlak 0,48 kg/cm2, dokázal přebrodit tok 1 m hluboký a dokázal překonat překážku do 5 m. Použity byly kulomety ZB vz. 26 a vz. 37 kulometů, pro které tank nesl 2800 nábojů. 

## Provozní historie

### Írán
AH-IV byly rozděleny k nasazení u 1. a 2. pěší divize perské armády. O jejich službě ani o tom, kdy byly stroje staženy, není nic bližšího známo.

### Rumunsko
R-1 byly přiděleny k jezdeckým brigádám, dvě čety po dvou nebo třech tanketách ke každé. Všech osmnáct strojů náležejících ke kavalerii bylo seskupeno do ad hoc vytvořeného „mechanizovaného oddělení Korne“ během úvodních fází operace Barbarossa zahájené 22. června 1941 poté, co Rumunsko vstoupilo do války po boku mocností Osy, ale všechny stroje byly již 1. října 1941 mimo provoz. 29 z původních 35 strojů bylo přiděleno šesti jezdeckým divizím (přejmenovaným z brigád 25. března 1942), které se úspěšně zúčastnily německé letní ofenzívy v roce 1942 s kódovým označením operace Blau. Čtyři R-1 patřící 1. mechanizované squadroně 1. jízdní divize musely být zapáleny a zničeny kvůli absenci paliva, když byla divize v listopadu 1942 obklíčena mimo Stalingrad v rámci sovětské protiofenzívy s názvem operace Uran. 5. a 8. jízdní divize ztratily nejméně pět R-1 během stejné doby, kdy se snažily podpořit rozpadající se obranu Osy po sovětských průlomech. Obě divize podporovaly wehrmacht, když se pokoušeli uvolnit Stalingradskou kapsu v operaci Zimní bouře, ale byly zničeny, když Sověti zaútočili na tyto síly zaútočily koncem prosince 1942.  Dvě další jezdecké divize zůstaly na Kubáňském předmostí po německém stažení z Kavkazu, ale jejich dva zbývající provozuschopné R-1 byly na jaře 1943 staženy zpět do Rumunska jako zastaralé. Dne 30. srpna 1943 bylo k dispozici pouze třináct R-1, všechny přidělené do kavalerního výcvikového střediska, i když tento počet vzrostl o jeden na inventářích z 25. března a 19. července 1944. O žádné akci R-1 během roku 1944 není nic známo, ale jedenáct posílilo 2. obrněný pluk v Československu, když se 26. března 1945 dostal na frontu. Do 24. dubna měl pluk k dispozici pouze jeden R-1, ale žádný nebyl hlášen jako dostupný po tomto datu.

### Švédsko
Strv m/37 zpočátku sloužily u 1. obrněného praporu, dokud se v letech 1943–44 nezačaly formovat obrněné brigády. Poté sloužili u pěších pluků I 2, I 9, I 10 a P 1G obrněných jednotek na ostrově Gotland. Tanky zde zůstaly ve službě až do roku 1953.

### Etiopie
Všech dvacet kusů dorazilo do Džibuti 9. května 1950, načež byli odvedeni do Addis Abeby . Používaly se až do 80. let, kdy se účastnily bojů proti Somálsku. 